# زاده شدم تا مال تو باشم
«زاده شدم تا مال تو باشم» ترانه‌ای سروده و تهیه‌شده توسط تهیه‌کننده موسیقی نروژی کیگو و گروه موسیقی آمریکایی ایمجین درگنز است. این ترانه در ۱۵ ژوئن ۲۰۱۸ به‌عنوان یک تک‌آهنگ توسط سونی میوزیک و الترا میوزیک منتشر شد. این ترانه در نسخه لوکس جهانی چهارمین آلبوم استودیویی ایمجین درگنز با عنوان سرچشمه‌ها (۲۰۱۸) قرار گرفت. همچنین در تریلر دوم فیلم پویانمایی رایانه‌ای اسکوب در سال ۲۰۲۰ ارائه شد.
این تک‌آهنگ به رتبه ۷۴ در جدول ۱۰۰ آهنگ داغ بیلبورد ایالات متحده رسید.